# Beit Garmaï

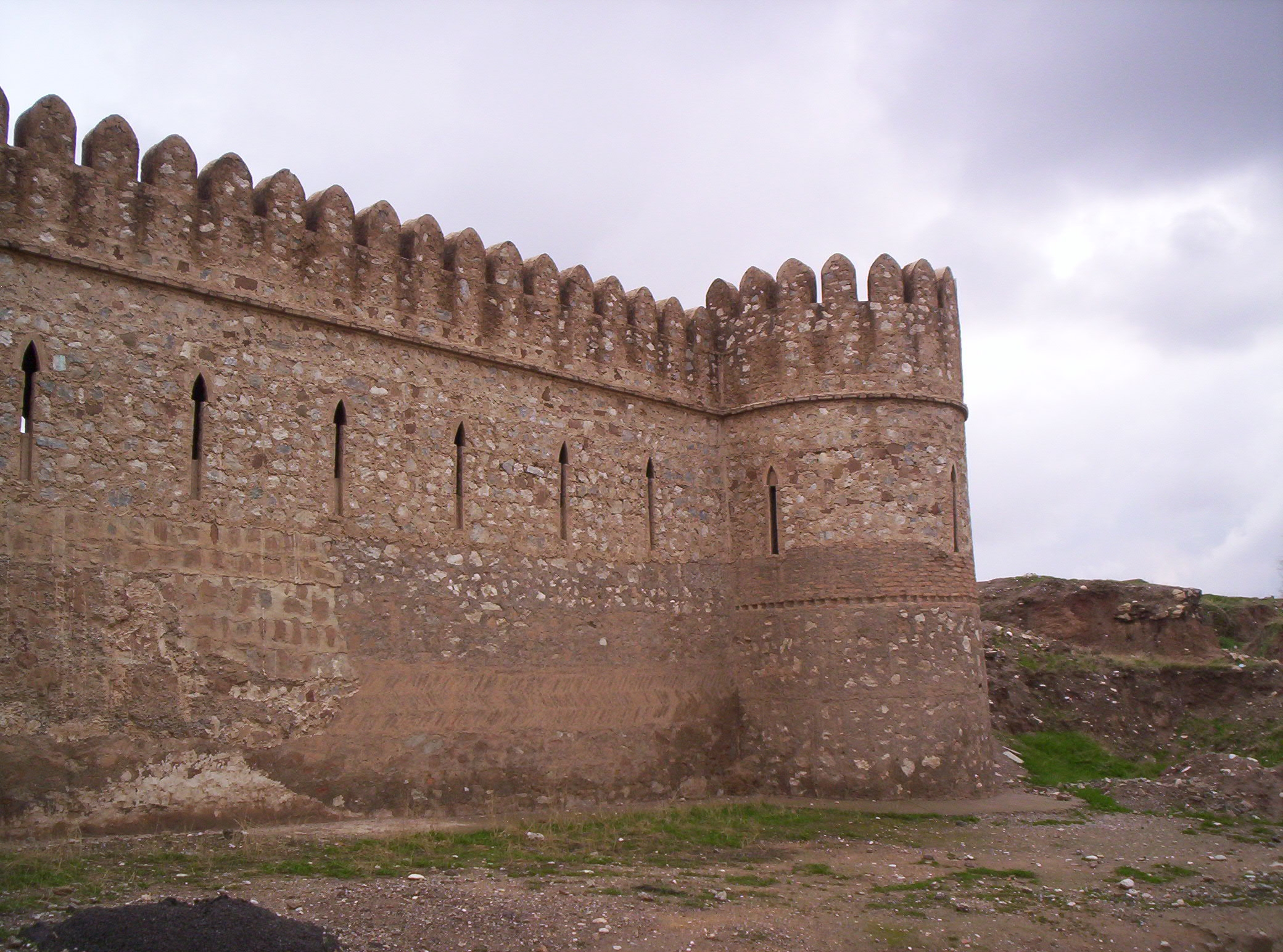
Citadelle de Kirkouk

La région de Beit Garmaï, centrée sur Kirkouk, était une province métropolitaine de l'Église de l'Orient entre le Ve et le XIVe siècle.